# Gunung Tua Tumbu Jati
Gunung Tua Tumbu Jati is een bestuurslaag in het regentschap Padang Lawas Utara van de provincie Noord-Sumatra, Indonesië. Gunung Tua Tumbu Jati telt 142 inwoners (volkstelling 2010).